# Elias Viljanen
Elias Viljanen, född 8 juli 1975, är sedan våren 2007 gitarrist i det finländska bandet Sonata Arctica. Han ersatte Jani Liimatainen, som lämnade bandet sommaren 2007.

## Diskografi
EP'er med Depravity
- Remasquerade (1992)
- Silence of the Centuries (1993)

Album med Twilight Lamp
- Grandiose (1999)

Soloalbum
- Taking the Lead (2002)
- The Leadstar (2005)
- Fire-Hearted (2009)

Album med Sonata Arctica
- The Days of Grays (2009)
- Live in Finland (2011)
- Stones Grow Her Name (2012)
- Pariah's Child (2014)
- Ecliptica - Revisited: 15th Anniversary Edition (2014)
- The Ninth Hour (2016)

Album med Klingenberg Syndrome
- ...and the Weird Turned Pro (2012)